# Newtonteleskop
Das Newtonteleskop ist die bekannteste und wichtigste Bauform des Spiegelteleskops. Es wurde bereits 1668 von Isaac Newton entwickelt.

## Geschichte

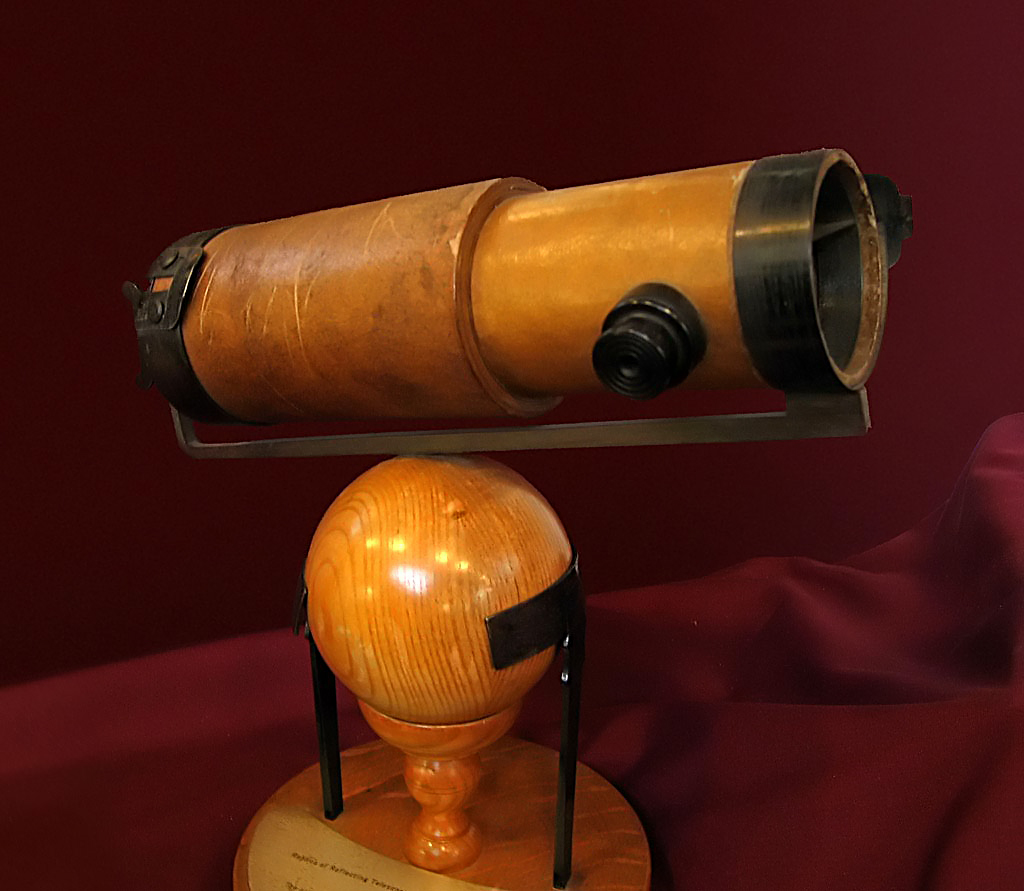
Replica des 6″-Teleskopes von Newton

Das Original besteht aus einem konkaven Hauptspiegel aus Spiegelmetall und einem flachen, um 45° zur Mittelachse geneigten Fangspiegel, der das Licht im rechten Winkel ablenkt und aus dem Tubus in das Okular leitet, sodass man von der Seite in das Teleskop hinein blickt. Dieses Original ist im Besitz der Royal Society.
Newton verwendete noch einen sphärischen Hauptspiegel, aber ein solcher Spiegel sammelt nicht alles Licht in einem Punkt, sondern entlang einer Katakaustik. Bei einem Teleskop mit einem kleinen Öffnungsverhältnis (Spiegeldurchmesser/Brennweite) ab etwa 1:8 ist der dadurch verursachte Bildfehler gering. Für lichtstärkere Teleskope mit einem größeren Öffnungsverhältnis treten die Fehler aber teilweise sehr störend hervor.
Erheblich verbessert wurde Newtons Erfindung 1721 von den Brüdern John, George und Henry Hadley, indem sie einen parabolischen anstelle eines sphärischen Hauptspiegels verwendeten. Während bereits James Gregory auf die Vorzüge des parabolischen Spiegels hingewiesen hatte, gelang ihnen erstmals dessen ungleich schwierigere Fertigung. Im Gegensatz zum Kugelspiegel sammelt der Parabolspiegel parallel zur optischen Achse einfallendes Licht in einem Punkt, dem Brennpunkt.
Wilhelm Herschel baute 1789 ein Teleskop mit einem Spiegeldurchmesser von 122 cm und einer Brennweite von 6 m. In den Jahren 1842–1845 ließ William Parsons das „Leviathan“ bauen. Dieses hatte einen Spiegeldurchmesser von 1,8 m und 18 m Brennweite.

## Verwendung heute im Amateurbereich

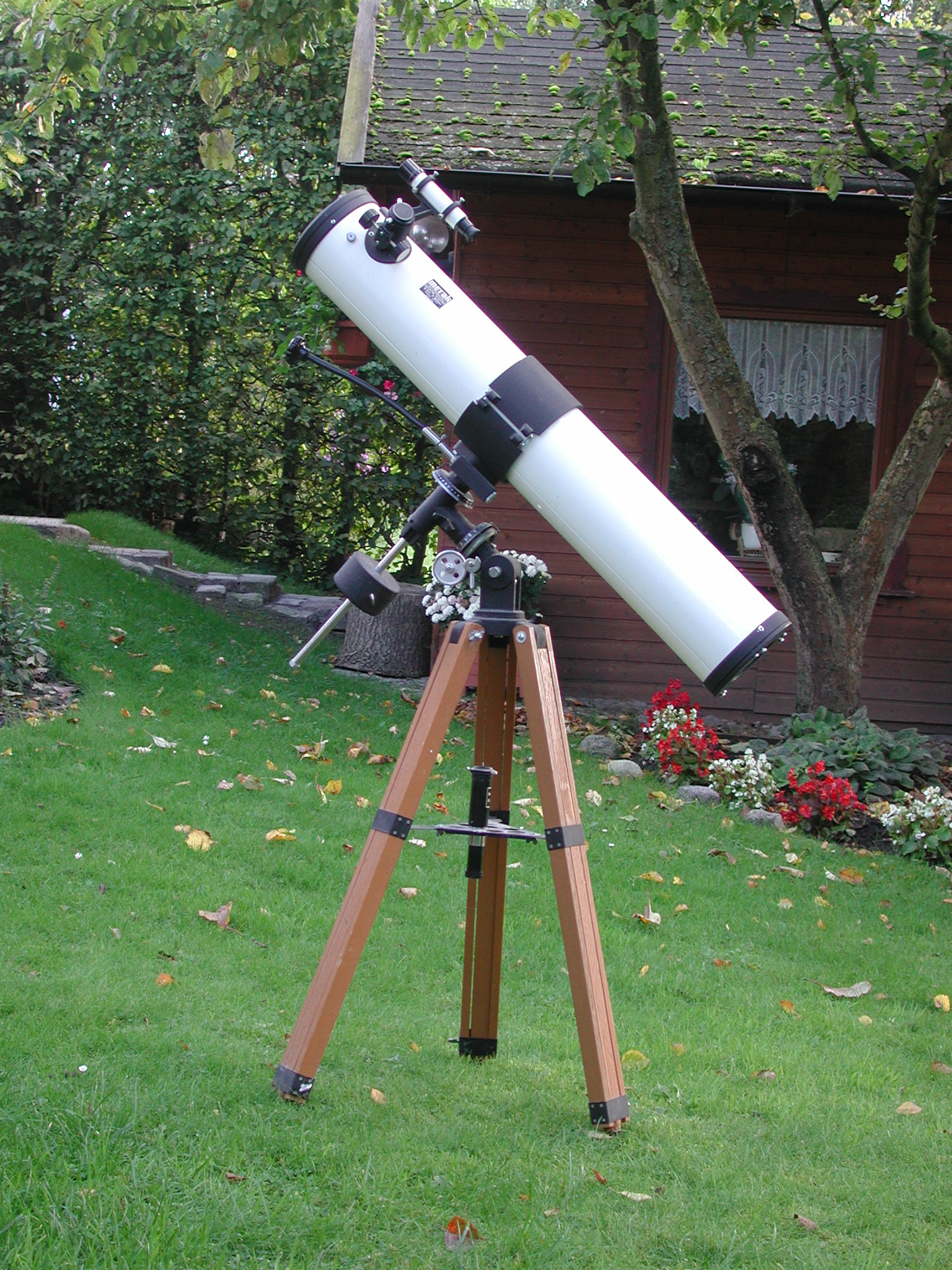
4,5″-Newtonreflektor (Baujahr 1982)

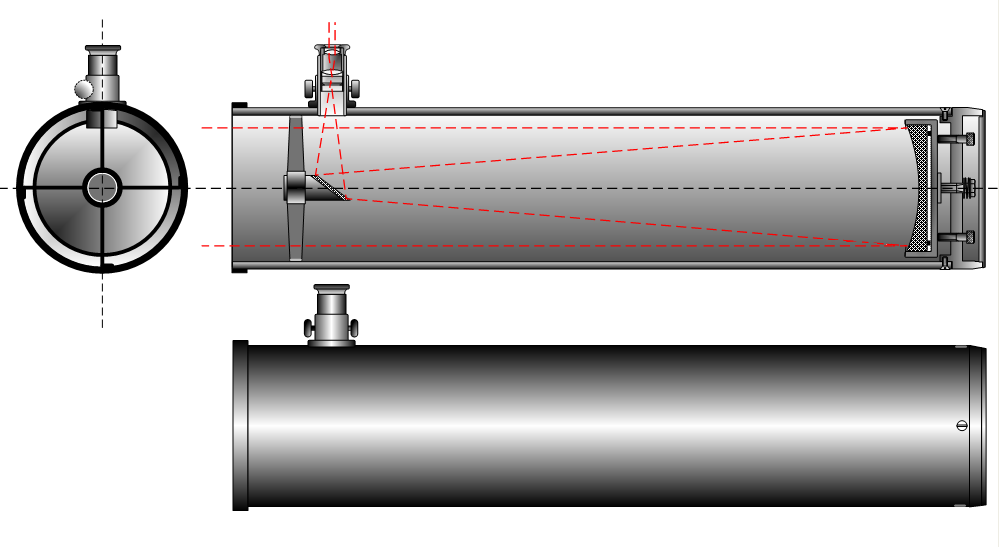
Strahlengang eines Newtonteleskops

Die geringeren Kosten eines Newtonteleskops im Vergleich zu Linsenfernrohren mit ähnlichem Öffnungswinkel und Auflösungsvermögen machen „Newtons“ zu beliebten Geräten im Hobby- und Amateurbereich.
Newtonteleskope mit einer Öffnung von 114 mm (4,5 Zoll) waren im Amateurbereich für viele Jahre der Standard. Bei einem lichtschwachen Öffnungsverhältnis (Spiegeldurchmesser/Brennweite) von etwa 1:8 ist die optische Leistung dieser Teleskope durch die Verwendung des besonders einfach und preisgünstig herzustellenden sphärischen Hauptspiegels noch nicht nennenswert beeinträchtigt. Auch wird die bei den in Mitteleuropa üblichen Luftturbulenzen erreichbare Auflösung von ca. 1 bis 2 Bogensekunden (Seeing) bereits oft erreicht. Der Tubus ist bei Brennweiten von ca. 900 mm noch nicht zu schwingungsempfindlich und zudem leicht transportabel, sodass man der Lichtverschmutzung in Ballungsräumen einfach ausweichen kann. Ein 114-mm-Teleskop ermöglicht bereits erste Deep-Sky-Beobachtungen von Objekten wie beispielsweise dem Orionnebel (M42), Beobachtungen der Ringe des Saturn, des Großen Roten Flecks und der großen Wolkenbänder der Jupiteratmosphäre oder der Schatten der Jupitermonde auf der Jupiteroberfläche. Auch in manchen Kugelsternhaufen sind im Randbereich bereits Einzelsterne erkennbar.
Die für die Beobachtung lichtschwacher Objekte wichtige „Lichtsammelleistung“ und das Auflösungsvermögen unter sehr guten Beobachtungsbedingungen sind aber noch stark begrenzt. Mit 114 mm Öffnung ist auch die Grenze erreicht, bis zu der ein sphärischer Hauptspiegel noch sinnvoll ist. Das benötigte Öffnungsverhältnis, damit ein sphärischer Spiegel ausreicht, ändert sich mit der dritten Wurzel der Öffnung. Kommt ein 114-mm-Newtonteleskop noch mit einem Öffnungsverhältnis von ca. 1:8 und somit einer Brennweite von 900 mm aus, bräuchte man für 200 mm bereits ein Öffnungsverhältnis von ca. 1:9,7 und somit eine Brennweite von 1.940 mm. So ein Teleskop wäre fast 2 m lang und zu unhandlich. Hier ist somit ein Parabolspiegel zwingend, wenn der Vorteil der größeren Öffnung voll ausgeschöpft werden soll. Obwohl etwas schwieriger zu schleifen als ein sphärischer Spiegel, kann doch auch ein größerer Parabolspiegel mit einfacher Hobbyausrüstung in hervorragender Qualität weitgehend im Selbstbau angefertigt werden (siehe Amateur Telescope Making).
Durch die Massenfertigung in Fernost sind die Preise für Newtonteleskope mittlerweile so stark gefallen, dass heute Teleskope mit ca. 150–200 mm Durchmesser des Hauptspiegels (6–8 Zoll) als Anfängergeräte angeboten werden, nicht selten in der Bauform des Dobson-Teleskops. Auch bei nur durchschnittlicher Sicht können mit dem größeren Hauptspiegel viele lichtschwächere Objekte besser beobachtet werden, etwa Galaxien. Bei hervorragenden atmosphärischen Bedingungen können wiederum wesentlich mehr Details aufgelöst werden. Um ihre mechanische Handhabbarkeit (Tubuslänge, Gewicht, Schwingungsverhalten) nicht zu stark zu verschlechtern, werden Newtonteleskope mit größerem Hauptspiegel jedoch meist mit relativ kurzer Brennweite, d. h. einem lichtstärkeren Öffnungsverhältnis, gebaut (1:6 bis ca. 1:4,5). Dies hat im Weiteren für die Astrofotografie den Vorteil, dass die Belichtungszeiten geringer ausfallen. Das höhere Öffnungsverhältnis bringt jedoch höhere Ansprüche an die Fertigungsqualität und die optische Ausrichtung aller Komponenten des Teleskops („Kollimation“) mit sich.
Sehr lichtstarke Newtonteleskope (Öffnungsverhältnis 1:5 oder höher) weisen aber auch bei Verwendung von Parabolspiegeln noch Bildfehler auf: Vor allem bereiten die Koma, ein „Kometen“-förmiges Ausbrechen heller Lichtpunkte am Rand des Bildfeldes und ein stark gekrümmtes Bildfeld häufiger Probleme. Viele Okulare, besonders langbrennweitige und Weitwinkeltypen, können diese nicht kompensieren und zeigen teilweise deutliche Randunschärfen. Im mittleren und oberen Preissegment finden sich jedoch auch Okulare, die speziell für die Beobachtung an „schnellen“ Spiegelteleskopen entworfen wurden und diese Bildfehler stark reduzieren.

## Selbstbau

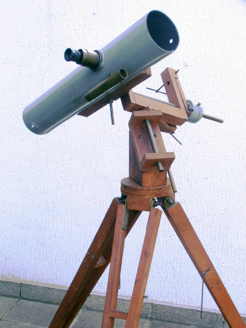
Montierung für einen 10-cm-Newton aus Hartholz

Bis in die 1990er Jahre war der Selbstbau von Newtonteleskopen unter Amateuren durchaus üblich – oft sogar das eigene Spiegelschleifen, wofür es auch heute noch spezielle Kurse gibt. Für eine äquatoriale Montierung kleiner Teleskope bis etwa 10 kg gab W. Schroeder (Praktische Astronomie, 1960) eine gut geeignete, stabile Konstruktion aus Hartholz an. Für Montierungen aus Metall, die bis zu 30 kg tragen konnten, stammen Bauanleitungen u. a. vom Schweizer Astronomen Hans Rohr.
Insbesondere bei Spiegeldurchmessern von mehr als 30 cm liegen die Kosten eines selbst gefertigten Newtonteleskops noch immer unter den Kosten kommerzieller Ware. Da hingegen die Herstellung hochpräziser parallaktischer Montierungen teuer ist und eine aufwändige Ausrüstung erfordert, werden im Amateurbereich für die rein visuelle Beobachtung meist einfache azimutale Montierungen eingesetzt. In der Selbstbau-Szene ist insbesondere der sogenannte Dobson beliebt.